# 字母Zyu
字母Zyu（俄语：Буква зю），俄语习语，意思是把身体扭曲成怪异的、令人难以置信的、弯曲的形状。此习语初見於1970至1980年代，随后，在 20 世纪 80 年代末，这种习语开始意味着在一块土地上弯腰进行长时间的工作。

## 历史

Gennady Zyuganov 的签名，上有“Zyu”的大致形状

AV Zelenin在“Russian Speech”期刊上刊登了一篇有关这个习语出处的文章，他认为字母中的Z是来自于美國英雄小説人物蘇洛（Zorro）的“Z”標志，並在二十世纪七、八十年代於大學生間广为流传。Zelenin认为字母Zyu（зю）是將蘇洛英文名字的希腊字母“Z”替換為西里尔字母對應的“з”，而後的兩個音節替換爲西里尔字母“ю”（讀音近“yu”），這可能是受希腊字母“μ”（mu）与“ν”（nu）的影響，這些字母的发音经常使人搞混，而总体来说Zyu在俄语组合中亦不常见。亦有意見認爲字母Zyu與蘇洛無關，來源只是因爲字母Z形似一個跪着且上身前傾的人。